# Хајлигенграбе
Хајлигенграбе (њем. Heiligengrabe) општина је у њемачкој савезној држави Бранденбург. Једно је од 23 општинска средишта округа Остпригниц-Рупин. Према процјени из 2010. у општини је живјело 4.862 становника. Посједује регионалну шифру (AGS) 12068181.

## Географски и демографски подаци
Хајлигенграбе се налази у савезној држави Бранденбург у округу Остпригниц-Рупин. Општина се налази на надморској висини од 75 метара. Површина општине износи 206,3 km². У самом мјесту је, према процјени из 2010. године, живјело 4.862 становника. Просјечна густина становништва износи 24 становника/km².